# 张徐祥
张徐祥（1978年4月—），国家杰出青年科学基金获得者，南京大学教授。

## 生平
2001年本科毕业于安徽师范大学，同年考取南京大学研究生，于2006年获博士学位并留校任教。曾任南京大学环境学院副院长，污染控制与资源化研究国家重点实验室副主任。现任南京大学环境学院教授、博士生导师、南京大学实验室与设备管理处处长。

## 学术贡献
主要从事水环境高风险污染物识别与控制理论、技术与装备研究工作。主持国家杰出青年科学基金、国家重点研发计划课题等项目十余项，发表论文190余篇。

## 奖项与荣誉
- 2015年，获教育部自然科学一等奖（第一完成人）[4]
- 2016年，获国家自然科学二等奖（第一完成人）[5]
- 2018年，获第十六届江苏省青年科技奖暨“十大青年科技之星”[6]
- 2021年，获第三届“科学探索奖”[7]
- 2021年，获江苏省科学技术一等奖（第一完成人）[8]